# Hakea brachyptera
Hakea brachyptera är en tvåhjärtbladig växtart som beskrevs av Meissn.. Hakea brachyptera ingår i släktet Hakea och familjen Proteaceae. Inga underarter finns listade i Catalogue of Life.